# Queens County, New Brunswick
Queens County är ett county i Kanada.   Det ligger i provinsen New Brunswick, i den östra delen av landet, 800 km öster om huvudstaden Ottawa.
I omgivningarna runt Queens County växer i huvudsak blandskog. Runt Queens County är det mycket glesbefolkat, med 2 invånare per kvadratkilometer.